# Idesk
iDesk — утилита, работающая на платформах GNU/Linux и FreeBSD, которая служит для отображения иконок на рабочем столе. Предназначена для случаев, когда оконный менеджер самостоятельно этого делать не умеет (blackbox, fluxbox и др.).

## Возможности
- Выполнение нескольких shell-команд
- Настраиваемые действия
- Поддержка формата PNG. Версии до 0.6 также поддерживали SVG.
- Масштабирование изображения
- Поддержка anti-aliasing-а шрифтов
- Псевдо-прозрачность
- Тени шрифтов
- Выравнивание иконок по сетке
- Показывает надписи при наведении курсора на объект
- Автоматическое изменение фона с поддержкой Esetroot.